# Acalypha stricta
Acalypha stricta är en törelväxtart som beskrevs av Eduard Friedrich Poeppig. Acalypha stricta ingår i släktet akalyfor, och familjen törelväxter. Inga underarter finns listade i Catalogue of Life.